# Xander Zayas
Xander Yarob Zayas Castro  (San Juan, 5 de septiembre de 2002)  es un boxeador profesional invicto puertorriqueño. Desde el 26 de julio de 2025 es el campeón superwélter interino de la OMB.

## Carrera boxistica

#### Etapa amateur
Zayas comenzó en el mundo de boxeo mientras vivía en el barrio de Cantera, San Juan, Puerto Rico en 2007, cuando su madre lo llevó a un gimnasio para que aprendiera a defenderse. 
Tras ganar su primera pelea amateur a los seis años, su carrera despegó, con 20 victorias consecutivas. Zayas dominó el circuito juvenil durante años, consiguiendo el título nacional puertorriqueño en su división en cinco ocasiones. Fue tras ganar su tercer título a los diez años que decidió que esta sería su profesión. Desde niño, Zayas creció admirando a su compatriota puertorriqueño Miguel Cotto, mientras completaba una carrera en el Salón de la Fama, y las peleas del ex campeón mundial eran el foco de las reuniones familiares.

#### Etapa profesional
Zayas hizo su debut profesional contra el previamente invicto (1-0) Genesis Wynn el 26 de octubre de 2019, en el Reno-Sparks Convention Center en Reno, Nevada, ganando por nocaut en el primer asalto.(KO). Registró dos caídas antes de la detención. Un mes después, Zayas hizo su segunda aparición el 30 de noviembre, repitiendo su debut, esta vez contra Virgel Windfield. Al igual que en su combate anterior, logró dos caídas. Su primera victoria por decisión fue sobre Corey Champion, superando a su oponente durante cuatro asaltos para obtener la nominación unánime.
El 28 de febrero de 2020, Zayas tuvo su primera pelea como profesional en Puerto Rico, logrando un nocaut técnico en el tercer asalto sobre Marklin Bailey. Tras una larga pausa debido a la pandemia de COVID-19, regresó a la acción derrotando a Orlando Salgado en el primer asalto el 4 de septiembre de 2020. Al mes siguiente, Zayas logró un nocaut técnico en el primer asalto sobre Anthony Curtiss. Zayas inauguró la temporada 2021 con una victoria por decisión unánime sobre James Martin en febrero, y posteriormente se anotó nocauts técnicos consecutivos sobre DeMarcus Layton y Larry Fryers para cerrar la primera mitad. Concluyó el 2021 con seis peleas, superando a José Luis Sánchez en septiembre antes de conseguir nocauts técnicos consecutivos sobre Dan Karpency y Alessio Mastronunzio.
Zayas inauguró el 2022, un año en el que su meta declarada es entrar al ranking mundial, llegando a los ocho asaltos por primera vez contra Quincy Lavallais. Estaba programado para pelear por un título regional en el evento coestelar de una cartelera de Top Rank en la víspera del Desfile del Día de Puerto Rico, pero se retiró debido a una infección viral. El 13 de agosto de 2022, Zayas derrotó a Elías Espadas por nocaut técnico en cinco asaltos para ganar el campeonato superwelter de la NABO. Zayas estaba programado para enfrentar a Patrick Teixeira en el Teatro del Madison Square Garden de Nueva York el 8 de junio de 2024. Zayas ganó la pelea por decisión unánime con las puntuaciones 100-90, 100-90 y 99-91.
Zayas estaba programado para enfrentar a Damián Sosa en el Teatro del Madison Square Garden de Nueva York el 27 de septiembre de 2024.
En el mismo recinto, el 14 de febrero de 2025, Zayas derrotó a Slawa Spomer en el noveno asalto.

### Zayas vs. García=
Zayas está programado para enfrentar a Jorge García Pérez por el título vacante superwélter de la OMB en Nueva York el 26 de julio de 2025.